# 阿武隈高原サービスエリア
阿武隈高原サービスエリア（あぶくまこうげんサービスエリア）は、福島県田村市船引町にある磐越自動車道のサービスエリアである。

## 道路
- E49 磐越自動車道

## 施設

### 上り線（いわき方面）
従来はレストランとスナックコーナーが設置されていたが、2008年6月に閉店し、代わってフードコートが開店した。
- 駐車場
  - 大型 22台
  - 小型 31台
- トイレ
  - 男性 大4（和式1・洋式3）・小8
  - 女性 12（和式1・洋式11）
    - 同伴の男児用 1

  - 車椅子用 1
- ガソリンスタンド（ENEOS（セキショウカーライフ(株)[1]）7:00-22:00）
- 給電スタンド（24時間）
- フードコート（7:00-22:00）
- ショッピング（7:00-22:00）
- 自動販売機
- ハイウェイ情報ターミナル

### 下り線（郡山・新潟中央方面）
従来はレストランとスナックコーナーが設置されていたが、2008年6月に閉店し、代わってフードコートが開店した。
- 駐車場
  - 大型 22台
  - 小型 30台
- トイレ
  - 男性 大4（和式1・洋式3）・小8
  - 女性 12（和式1・洋式11）
    - 同伴の男児用 1

  - 車椅子用 1
- ガソリンスタンド（ENEOS（(株)クラシマ[2]）7:00-22:00）
- 給電スタンド（24時間）
- フードコート（7:00-22:00）
- ショッピング（7:00-22:00）
- 自動販売機
- ハイウェイ情報ターミナル

## 隣
E49 磐越自動車道
(2) 小野IC - (2-1) 田村SIC - 阿武隈高原SA - (3) 船引三春IC